# Pablo Montero
Pablo Montero, właśc. Oscar Daniel Hernández Rodriguez (ur. 23 sierpnia 1974 w Torreón, w stanie Coahuila) – meksykański piosenkarz, kompozytor i aktor. Podczas koncertów jest ubrany w kapelusz i czarne ubranie. Jest znany w pozostałej części Ameryki Łacińskiej, Australii, Europie, Hiszpanii oraz Stanach Zjednoczonych.

## Życiorys
Syn Javiera i Mercedes, dorastał z trzema braćmi Javierem, Efraínem i Oliverem Martinezem oraz siostrą Mercedes. Spędzał swoje dzieciństwo z ojcem podczas jazdy na koniu. Jako nastolatek sprzedawał na targu melony, pracował w fabryce mebli oraz dorabiał jako kelner. W 1993 roku, z dwustoma dolarami w kieszeni pojechał do Meksyku. Podjął studia na kierunku zarządzania. Jednocześnie dorabiał jako śpiewak z gitarą w barach i restauracjach. Duży wpływ na jego karierę muzyczną miał ojciec chrzestny Vicente Fernández. Debiutował na szklanym ekranie w telenoweli Televisa Mój mały Soledad (Mi pequeña Soledad, 1990).
Śpiewając wraz z grupą Trébol wylansował hit „Si tu Supieras” („If You Knew”), który zaśpiewał Alejandro Fernández w telenoweli Televisa María Isabel (1997) z Adelą Noriegą. W 1999 roku ukazała się jego debiutancka płyta „Pablo Montero”. Jego drugi album „Donde Estas Corazon” (Gdzie jesteś, moje serce?) stał się numerem jeden w 1999 roku na meksykańskiej liście przebojów.
Miał romanse z aktorkami takimi jak Susana González, Aracely Arámbula (2000), Gaby Espino (2003), Mariana Seoane, Ludwika Paleta (2006) i trzema byłymi Miss Uniwersum: Denisse Quiñones, Alicia Machado (2004) i Amelia Vega (2003). Był związany z argentyńską aktorką Sandrą Vidal. Mają syna Pablito (ur. 28 września 2007 w Los Angeles), a jego rodzicami chrzestnymi zostali amerykańska modelka i aktorka Daisy Fuentes i meksykański piosenkarz i aktor Eduardo Verástegui. Pablo Montero ma także syna Daniela z poprzedniego związku. W 2011 roku poślubił Carolinę Van Wielink. Mają córkę Carolinę.

## Filmografia

### telenowele
- 2012-: Qué bonito amor  jako Óscar Fernández, „El Coloso de Apodaca”
- 2011–2012: Una familia con suerte jako Pablo Montero
- 2010–2011: Triumf miłości (Triunfo del amor) jako Cruz Robles
- 2008: Pożar we krwi (Fuego en la sangre) jako Franco Reyes
- 2007: Kocham Johna Querendóna (Yo amo a Juan Querendón) jako Cantante
- 2006: Pojedynek pasji (Duelo de pasiones) jako Emilio Valtierra
- 2003: Rebeka (Rebeca) jako Martín García
- 2002: Miłość i nienawiść (Entre el amor y el odio) jako Animas
- 2000: W niewoli uczuć (Abrázame muy fuerte) jako José María Montes
- 1999: Nigdy cię nie zapomnę (Nunca te olvidaré) jako Álvaro Cordero
- 1998: Życie złożone Elenie (Vivo por Elena) jako Luis Pablo
- 1990: Mój mały Soledad (Mi pequeña Soledad) jako Sacerdote

## Dyskografia
- 2004: Con La Bendicion De Dios
- 2003: Gracias: Un Homenaje a Javier Solis
- 2002: Pidemelo Todo
- 2000: Que Voy A Hacer Sin Ti
- 1999: Donde Estas Corazon
- 1999: Pablo Montero